# Řepovník vytrvalý
Řepovník vytrvalý (Rapistrum perenne) je žlutě kvetoucí bylina rostoucí na sušších slunných místech, je to jeden ze dvou druhů rodu řepovník které v České republice vyrůstají.

## Rozšíření
Evropský druh který je původem z jižní a východní Evropy a byl zavlečen do střední a západní. Roste jako plevelná rostlina na mezích, úhorech, u cest, na výslunných travnatých svazích i na obdělávaných polích (ve vinicích, obilninách a okopaninách). Vyhovují mu půdy výhřevné, výživné, hlinité, písčité i sprašové a hlavně zásadité. Díky hluboko sahajícímu kořenu může dobře růst i na vysýchavých půdách. V Česku se vyskytuje jen v nejteplejších oblastech, hlavně severně a západně od Prahy až k Žatci a Litoměřicím a na střední a jižní Moravě.

## Popis
Vytrvalá žlutozelená bylina obvykle dorůstající do výše 30 až 80 cm. Z velmi dlouhého vřetenovitého, často vícehlavého kořene vyrůstá u mladších jedinců jedna a u starších více šikmých lodyh. Jsou pevné, silně keříčkovitě rozvětvené a v dolní části porostlé bělavými, nazpět ohnutými jednoduchými chlupy. Listy jsou pouze lodyžní, vyrůstají střídavě a jsou tuhé až kožovité, v obrysu obvejčité a z obou stran srstnatě chlupaté. Spodní jsou řapíkaté, nerovnoměrně zpeřené, dělené do 5 až 7 párů s nestejně zubatými úkrojky, bývají 10 až 15 cm dlouhé a 3 až 6 cm široké. Střední a horní jsou přisedlé, mnohdy již nejsou dělené ale jen zubaté, směrem k vrcholu se zkracují a zužují. Konečky listů mají bělorezavé špičky. Taxon je velmi variabilní v dělení listů.
Čtyřčetné, jasně žluté květy na koncích větví vytvářejí bohaté hrozny které se při dozrávání plodů prodlužují. stopky květů jsou 2 až 2,5krát delší než kališní lístky které jsou holé, úzce kopinaté a rostou vzpřímeně. Obvejčité korunní lístky s nehtíkem mívají dvojnásobnou velikost kališních, 7 × 2 mm, a barvu světle žlutou s tmavými žilkami. Řepovník vytrvalý je hemikryptofyt s ploidií 2n = 16 který kvete od června do srpna.
Plody rostoucí na vzpřímených stopkách jsou lysé, ke vřetenu přitisklé, příčně zaškrcené nepukavé šešule 7 až 10 mm dlouhé. Jsou podélně žebrovaté a příčně rozdělené na dvě stejně dlouhé části. Spodní díl (dlouhý jako stopka) je úzce eliptický až válcovitý a obsahuje obvykle 1 semeno (někdy 0 až 2) shora zavěšené. Horní díl je na vrcholu postupně zúžený do kuželovité až 1 mm dlouhé trvalé čnělky, obsahuje 1 semeno na vztyčené stopečce a ve zralosti od spodního dílu odpadává. Tmavě hnědá, hladká, vejčitá semena jsou velká asi 2 mm.

## Rozmnožování
Rostlina se šíří hlavně semeny která jsou roznášena člověkem a jeho činností nebo větrem. Horní část plodu se po dozrání snadno odděluje a zapleveluje tak půdu v místě kde rostlina vyrostla. Spodní část zůstává na lodyze která se po uschnutí odlamuje a bývá s ní přes zimu roznášena větrem i do vzdáleného okolí. Rozmnožuje se také výhonky vyrůstajícími z tlustého hlavního kořene. Kořen obsahuje hodně živin a v případě useknutí může z horní části vypouštět nové lodyhy a nashromáždit dostatek asimilátů pro další růst. Tato vlastnost umožňuje rostlině dobře prosperovat i na obdělávané půdě kde bývá často poškozená.

## Ohrožení
Tato vytrvalá bylina, která na svém stanovišti vytváří mohutné trsy, se v přírodě většinou vyskytuje jen ojediněle a s nástupem herbicidů a se zlepšením péče o ornou půdu se z naší přírody vytrácí. Řepovník vytrvalý je proto v "Červeném seznamu cévnatých rostlin České republiky" zařazen mezi ohrožené druhy (C3).